# 노행하
노행하(1990년 4월 10일 ~ )는 대한민국의 배우이다.

## 학력
- 동국대학교 연극영화과 (졸업)

## 출연 작품

### 영화
- 2008년 《고사: 피의 중간고사》  - 김미진 역
- 2015년 《순수의 시대》 - 취향루 기녀 역
- 2021년 《아이윌 송》 - 소원 역

### 드라마, 시트콤
- 2009년 MBC 일일시트콤                 《지붕 뚫고 하이킥》
- 2009년 MBC 주말 특별기획 드라마       《보석비빔밥》
- 2014년 KBS 드라마 수목 미니시리즈     《S.O.S 나를 구해줘》 ... 김다영 역
- 2014년 베트남 VTV 수목 미니시리즈     《오늘도 청춘》 ... 준희 역
- 2016년 MBC 수목 미니시리즈            《W》 ... 김유리 역
- 2016년 MBC 아침 일일연속극            《언제나 봄날》 ... 구지윤 역
- 2017년 tvN 월화 미니시리즈            《써클: 이어진 두 세계》 ... 김언니 역
- 2018년 KBS2 TV소설                    《파도야 파도야》 ... 황미진 역
- 2019년 SBS 금토 미니시리즈            《녹두꽃》 ... 버들이 역
- 2019년 SBS 드라마스페셜               《닥터 탐정》 ... 김양희 역
- 2023년 MBC 금토 미니시리즈            《조선변호사》 … 명월 역

### 뮤직비디오
- Pro C - 더 사랑하는 쪽이 아프다(2014년)
- 소리얼 - 심장이 말했다(2014년)
- MFBTY - 6am(2015년)